# Ford Streetka
Ford Streetka — родстер, выпускавшийся компанией Ford с 2003 по 2005 год. Был разработан итальянской фирмой Pininfarina.

## История создания
Разработка прототипа Streetka была начата в феврале 2000 года, специалистами дизайнерской компании «Pininfarina» по заказу корпорации Ford. Данная модель была изначально ориентированна на европейский рынок. Модель разрабатывалась с нуля, большинство кузовных компонентов были уникальны.
Прототип был представлен публики на Туринском мото-шоу в 2000 году. После Туринского мото-шоу компания Ford приняла решение о мелко серийном выпуске данной модели. Серийная модель была представлена на Парижском мотор-шоу в 2002 году.

## Производство
Машины собирались на заводе Pininfarina мелкими партиями. Все машины ручной сборки, в технологическом процессе только стекла вклеивал автомат. Собиралось 5 машин в день с 2003—2005 год. Для примера кузовов для Ferrari на данном заводе в этот период выпускалось 15 в день.

## Дизайн и особенности
|  |  |

Ford Streetka — не является версией обычного хетчбэка «Ка». Это отдельная модель, обладающая индивидуальной внешностью и иной технической начинкой. От Ка осталось только подкапотное пространство, приборная панель, и некоторые детали подвески. Жёсткая подвеска и рулевое управление всего 2,6 оборота рулевого колеса, даёт машине спортивный характер. Тормоза передние — дисковые, задние — барабанные, подобные барабанные тормоза устанавливались на Fiesta Sport.
В в обводах кузова чётко просматривается стиль ателье Pininfarina. Внутри салона были установлены спортивные кресла, с хорошей боковой поддержкой, эти же кресла устанавливались на Focus ST170 и оригинальный спортивный руль. Данный автомобиль имел два типа крыши: мягкая складная крыша и жёсткая съёмная крыша, последняя не шла в комплекте с автомобилем, а покупалась отдельно. Мягкая складная крыша имеет ручной механизм сложения, что делает её очень надёжной. Крыша не складывается в багажник, имеет отделительный люк и отдельное пространство, отделённое от багажника перегородкой, что позволило создать полноценный багажник объёмом 214 л. Автомобиль оснащался подогревом зеркала и сидений.

## Силовой агрегат
На автомобиль ставился бензиновый 8-клапанный двигатель Zetec Rocam (duratec 8v) объёмом 1,6 литра, мощностью 95 л. с. в комплекте с пятиступенчатой механической КПП. Точно такой же силовой агрегат ставился на Ford Focus продававшийся на территории России. Средний расход топлива 7,9 л на 100 км. Двигатель Duratec 8v — простой и надёжный мотор, рабочим объёмом 1.6 литра с 8-клапанами и цепным приводом ГРМ. Данный мотор оснащался гидрокомпенсаторам в ГБЦ и имел один распредвал. Блок цилиндров чугунный, а ГБЦ выполнена из алюминиевого сплава. Двигатель оснащён цепью ГРМ, что делает этот двигатель достаточно шумным. Первоначально данный двигатель выпускался для работы на 92 бензине. При установке на Ford Streetka, данный двигатель был перенастроен на работу на 95 бензин.